# Николаевка (Лукояновский район)
Никола́евка (эрз. Покш пакся) — деревня в Лукояновском районе Нижегородской области. Входит в состав Шандровского сельсовета.
Деревня располагается на левом берегу реки Тёши.